# Mu Boötis
Alkalurops (Mu Bootis, μ Boo) è un sistema stellare triplo nella costellazione di Boote (il Guardiano del Carro) ubicata a circa 121 anni luce dalla Terra.

## Osservazione
Si tratta di una stella situata nell'emisfero celeste boreale. La sua posizione è fortemente boreale e ciò comporta che la stella sia osservabile prevalentemente dall'emisfero nord, dove si presenta circumpolare anche da gran parte delle regioni temperate; dall'emisfero sud la sua visibilità è invece limitata alle regioni temperate inferiori e alla fascia tropicale. La sua magnitudine pari a 4,3 fa sì che possa essere scorta solo con un cielo sufficientemente libero dagli effetti dell'inquinamento luminoso.
Il periodo migliore per la sua osservazione nel cielo serale ricade nei mesi compresi fra fine marzo e agosto; nell'emisfero nord è visibile anche verso l'inizio dell'autunno, grazie alla declinazione boreale della stella, mentre nell'emisfero sud può essere osservata limitatamente durante i mesi tardo-autunnali australi.

## Caratteristiche del sistema
Visualmente si possono distinguere 2 stelle separate tra loro da 108 secondi d'arco; la componente primaria, Alkalurops A, è una stella di tipo F sub-gigante bianco-gialla di magnitudine apparente +4.31. Il suo spettro suggerisce che sia una binaria spettroscopica con un periodo di 298,8 giorni.
La secondaria è a sua volta una stella doppia, composta da due nane gialle di tipo spettrale G1V, simili al Sole, di magnitudine apparente combinata di +6,51 e separate tra loro da 2,2 secondi d'arco.
Il periodo orbitale attorno al comune centro di massa della coppia Alkalurops BC è di circa 260 anni, ad una distanza media di 54 UA tra loro. La distanza reale da Alkalurops A della coppia è invece di 4000 UA, ed il periodo orbitale di almeno 125.000 anni.